# Koundougou
Koundougou è un dipartimento del Burkina Faso classificato come comune, situato nella provincia di Houet, facente parte della Regione degli Alti Bacini.
Il dipartimento si compone del capoluogo e di altri 6 villaggi: Dawera, Kogoma, Koredeni, Mangorotou, Soumorodougou e Tarama.